# Elena Fernández Mel
Elena Fernández Mel o, de casada, Elena Fernández Herr (Madrid, 14 de agosto de 1920 - París, 15 de enero de 2006) fue una crítica literaria y traductora española.

## Biografía
Su educación primaria y secundaria fue en el liberal Instituto Escuela de Madrid, y al advenir la Guerra Civil, emigró con sus padres a Barcelona, y al invadir Franco esta ciudad en 1939 marcharon todos a pie a Francia; allí ella y su padre trabajaron en una factoría en Normandía. Con la ayuda de una fundación americana, asistió a clases en la Sorbona de París entre 1944 y 1946, para enseñar como profesora de francés. Allí conoció y más tarde se casó  con el hispanista Richard Herr el 2 de marzo de 1946, entonces soldado, y marcharon a Chicago, donde tuvieron dos hijos, Charles y Winship. Tras vivir en Connecticut y Berkeley, se divorciaron en 1966 y ella volvió a París para completar su tesis doctoral sobre literatura comparada, lo que hizo en la Universidad de Chicago en 1970 con el título Les origines de l'Espagne romantique, les récits de voyage 1755-1823; algunas de las obras de su marido fueron traducidas por ella misma al español. Entre 1966 y 1973 enseñó en la Universidad Americana de París y en el St. Xavier College de Chicago. En 1973 volvió a Berkeley, desde donde hizo viajes regulares a París y Madrid. Era miembro del Alpine Club y del Berkeley Architectural Heritage Association. 

## Obras
- Les origines de l'Espagne romantique, Paris: Didier, 1974.

## Fuente
- "Elena Fernández Herr 1920-2006", en The Berkeley Daily Planet, (20 de enero de 2006).

- Datos: Q5829188